# Chapiquiña
Chapiquiña (del aimara: ch'apikiña ‘cama de espinas’) es una localidad ubicada en la comuna de Putre, Provincia de Parinacota, que forma parte de la Región de Arica y Parinacota, en el norte grande de Chile. Está situado al norte de Belén y al sur de Putre.
Es una localidad dedicado al desarrollo agrícola, de la alfalfa y la queñoa. Posee una iglesia que data del siglo XVIII. Dentro de sus atractivos turísticos destacan las pinturas rupestres de Tangani y el portezuelo de Chapiquiña.
Al norte del poblado se encuentra la central hidroeléctrica Chapiquiña, una de las pocas existente en el norte chileno. Se ubica en un vergel plantado de eucaliptos y álamos. Recoge las aguas canalizadas desde el río Lauca por el canal Lauca, que tras producir electricidad en la central hidroeléctrica caen al río Seco para desembocar en el río San José de Azapa, que riegan el Valle de Azapa.
Al noreste del poblado se encuentra el portezuelo de Chapiquiña, destacando la gran vista panorámica. Es el punto de entrada a las estancias del altiplano andino, señalando la división geográfica entre la precordillera y el altiplano de la comuna.

## Demografía
| Coordenadas                                  | Localidad                                   | Categoría | Población (censo 2002) | Población masculina | Población femenina | Viviendas (censo 2002) |
| -------------------------------------------- | ------------------------------------------- | --------- | ---------------------- | ------------------- | ------------------ | ---------------------- |
| 18°23′41″S 69°32′13″O / -18.39472, -69.53694 | Chapiquiña (incluye central hidroeléctrica) | Caserío   | 56                     | 34                  | 32                 | 51                     |